# Новоселич, София
София Новоселич (хорв. Sofija Novoselić; род. 18 января 1990 года, Загреб, СФР Югославия) — хорватская горнолыжница, участница двух зимних Олимпийских игр. Чемпионка Хорватии в слаломе (2014).

## Спортивная биография
Заниматься горными лыжами София Новоселич начала в 8 лет в спортивном клубе Медвешчак, где к тому моменту уже тренировался её брат. Пять раз Новоселич принимала участие в чемпионатах мира среди юниоров и лучшим результатом на мировых молодёжных первенствах для неё стало 17-е место, завоёванное по итогам слалома в 2007 году. На соревнованиях под эгидой FIS София начала выступать в конце 2005 года. С конца 2006 года хорватская горнолыжница стала выступать в Североамериканском кубке и Кубке Европы. На этапах Кубка мира Новоселич впервые выступила 11 ноября 2006 года в финском Леви. Свои единственные очки в рамках мирового кубка Новоселич набрала 4 января 2011 года на этапе в родном Загребе, став 25-й в слаломе. 11 декабря 2011 года на этапе Североамериканского кубка в Канаде получила травмы передних крестообразных связок обеих коленей и медиальной связки правого колена.
Пять раз София принимала участие в чемпионатах мира, но лучшим результатом для неё стало только лишь 27-е место в слаломе, завоёванное на дебютном для неё первенстве мира в 2007 году. Пять раз участвовала в чемпионатах мира среди юниоров. Завоевала бронзовую медаль в гигантском слаломе на зимнем Европейском юношеском Олимпийском фестивале 2007 года в Хаке.
На зимних Олимпийских играх Новоселич дебютировала в 2010 году в Ванкувере. Хорватская горнолыжница выступила лишь в одной дисциплине. По итогам слалома Новоселич стала 39-й. Спустя четыре года на Играх в Сочи Новоселич выступила уже в двух слаломных дисциплинах, но показать достойного результата у неё не получилось. В гигантском слаломе София не смогла завершить вторую попытку, а в слаломе и вовсе закончила соревнования уже во время первого спуска.
После этого потеряла место в составе сборной и уехала учиться в Вестминстерский колледж (Солт-Лейк-Сити), выступала за команду колледжа в NCAA.
Объявила о завершении карьеры на прощальной гонке FIS в Аспене 7 апреля 2018 года. Работает тренером в школе Грин-Маунтин-Вэлли (штат Вермонт).

## Результаты

### Олимпийские игры
| Олимпийские игры | Скоростной спуск | Супергигант | Гигантский слалом | Слалом | Комбинация |
| ---------------- | ---------------- | ----------- | ----------------- | ------ | ---------- |
| Ванкувер 2010    | —                | —           | —                 | 39     | —          |
| Сочи 2014        | —                | —           | DNF2              | DNF1   | —          |

### Чемпионат мира
| Чемпионат мира           | Скоростной спуск | Супергигант | Гигантский слалом | Слалом | Комбинация |
| ------------------------ | ---------------- | ----------- | ----------------- | ------ | ---------- |
| Оре 2007                 | —                | —           | DNF2              | 27     | —          |
| Валь-д'Изер 2009         | —                | —           | DSQ1              | 33     | —          |
| Гармиш-Партенкирхен 2011 | —                | —           | 43                | 28     | —          |
| Шладминг 2013            | —                | —           | —                 | 38     | —          |
| Вейл/Бивер-Крик 2015     | —                | —           | —                 | 33     | —          |

### Чемпионат мира среди юниоров
| Чемпионат мира              | Скоростной спуск | Супергигант | Гигантский слалом | Слалом | Комбинация |
| --------------------------- | ---------------- | ----------- | ----------------- | ------ | ---------- |
| Ле-Массиф/Мон-Сент-Анн 2006 | —                | DNF1        | —                 | DNF1   | —          |
| Альтенмаркт/Флахау 2007     | 33               | —           | DNF2              | 17     | —          |
| Формигаль 2008              | —                | 39          | 31                | 23     | —          |
| Гармиш-Партенкирхен 2009    | —                | —           | 22                | 21     | —          |
| Лез-Уш/Межев/Ле-Планар 2010 | —                | 36          | —                 | 30     | —          |

## Личная жизнь
- Окончила Загребский университет и Вестминстерский колледж со степенью бакалавра в области психологии.